# 敘利亞安全區
敘利亞安全區，或稱敘利亞衝突降級區（英語：De-escalation Zone），是指從2017年5月起在敘利亞內戰期間於敘利亞共和國境內劃分的四個地區，在區內禁止敘利亞政府與反對派雙方進行戰鬥，並且向民眾提供人道援助物資以及允許「無武裝的平民」能夠在政府和反對派領土之間自由移動。

## 背景及過程
在2011年爆發且造成數十萬人喪生的敘利亞內戰中，俄羅斯和土耳其分別支持不同的派別。2012年，土耳其多次在聯合國會議上提出設立安全區和禁飛區，以助內戰降溫和控制難民流動，然而當時的美國奧巴馬政府不認為禁飛區對局勢有幫助，直至唐納·川普上任才重提設置安全區。
2016年以來，俄羅斯和土耳其雙方逐步開始加強合作，期望促成停火並最終達到政治解決敘利亞危機的目的。另外，跟俄羅斯一樣，伊朗也是敘利亞總統巴沙爾·阿薩德的支持者。
2017年5月4日，俄羅斯、伊朗和土耳其三方代表在哈薩克首都阿斯塔納達成協議，將於敘利亞霍姆斯，烏塔大馬士革東部，德拉南部和庫奈特拉四個地區建立安全區，協議中並沒有包括早前土耳其計劃設置安全區的被其佔據的敘利亞北部地區。俄羅斯敘利亞問題總統特使拉夫雷恩提耶夫（Aleksandr Lavrentiev）說，俄羅斯政府方面認為設立降低衝突區，將可藉由把敘利亞反對派中的溫和派和以伊斯蘭國為首的恐怖組織分離出來，有助於推動敘利亞和平，並可緩和敘利亞武裝反對派和政府軍之間的衝突。停火協議於2017年5月6日生效，這些區域一旦劃出將在六個月之內有效，並有可能延期。俄羅斯代表表示，俄方正在考慮不對緩衝區設置時間上的限制。
根據協議，無論在緩衝區域內外，各方同意採取一切必要措施，繼續打擊區內外指定的恐怖主義集團。亦規定除「恐怖分子」的特殊情況外，政府部隊與反政府集團之間的敵對行動，包括空中資產在內的任何武器，都將被停止。停火地區的具體範圍將在6月4日前達成共識，與此同時各方亦計劃提供人道主義援助，並確保平民在逃離途中的安全。
敘利亞政府軍和反對派代表並無簽署協議。敘利亞政府首席談判代表宣布，大馬士革政府對相關倡議表示支持，然而敘利亞反對派就此提出抗議，並質疑協議是否能夠落實，一名反對派代表說，他們的目標是保證敘利亞全境的安全，而不是單單設立幾個安全區。
聯合國表態支持相關協議，聯合國秘書長的發言人指出，下一步的關鍵就是要看該協議是否能真正改善敘利亞人的生活。並非直接參與者的美國政府則歡迎協議的達成，但對協議抱謹慎態度，又對伊朗作為擔保人表示關注，指責伊朗自稱是協議的保護國，但其在敘利亞的行為一直在助長暴力升級。美方又透露總統特朗普周二與普京的通話中，曾討論「降低衝突地區」的計劃。
安全區由檢查站，觀察站和安全緩衝區控制，檢查站將由俄土伊三個簽署國派員監督，若有必要，亦可由未指定的「第三方」進行管理。協議規定「無武裝的平民」能夠在政府和反對派領土之間自由移動。檢查站將由3個簽署國派員監督，若有必要，可以由未指定的「第三方」進行管理。俄羅斯敘利亞問題總統特使拉夫雷恩提耶夫（Aleksandr Lavrentiev）說，敘利亞阿拉伯空軍、俄羅斯空軍和土耳其空軍都禁止在安全區範圍內飛行，另外他也說安全區並不開放予美國為首的聯盟戰機，然而這個說法被美國國務院否認。五角大樓表示，安全區協議將不會影響到美國領導的空軍打擊伊斯蘭國的行動。

## 實施情況
2017年7月，據俄方說法，各方已就安全區的確切邊界，以及形勢緩解監督部隊的部署位置和權限達成一致。敘利亞政府軍在聲明中說，假如反政府份子違反停火協議，他們將以適當方式進行報復。